# Punisher
Punisher, és un personatge de ficció de còmic de l'univers Marvel creat per Gerry Conway al guió i amb John Romita Sr. i Ross Andru al dibuix, fou publicat per primera vegada el 30 de desembre de 1973 (amb data de portada febrer de 1974) al comic book The Amazing Spider-Man nº 129. A les primeres histories, era el rival i l'antagonista de Spiderman. A Catalunya es va publicar en castellà i també se l'anomena El Castigador.

## Biografia de Ficció
El naixement de Punisher (Frank Castle), com el venjador i justicier que es troba a les seves històries, té el seu inici a un parc on Frank Castle i la seva família fan un pícnic per celebrar que Frank ha tornat del Vietnam el dia anterior. Frank i la seva família, són els testimonis involuntaris d'un assassinat perpetrat per la Màfia. Els mafiosos que no volien testimonis, els disparen matant a tota la família excepte a Frank que aconsegueix sobreviure.
Frank Castle, jura que dedicarà el que li queda de vida a venjar la mort de la seva família i a lluitar contra el crim. És així que s'anomena a si mateix Punisher (castigador), i comença una carrera marcada per la lluita contra la delinqüència.
Una calavera de color blanc sobre fons negre, que li agafa tot el pit és el símbol de Punisher. El cognom original de Frank Castle era Castiglione, però se’l va canviar per adaptar-se millor a la societat nord-americana.
A la Guerra del Vietnam en Castle a diferència d'alguns militars que pensaven que era un infern, ell es va reenganxar dues vegades seguides, fou traslladat al Cos de Marines dels Estats Units d'Amèrica on va rebre algunes condecoracions.
Per aconseguir la seva missió de revenja Punisher, es va preparar a consciència, amb una camioneta de repartiment però amb un motor trucat que li dona molta més velocitat i potencia, la carrosseria també està modificada i reforçada per poder travessar si cal, fins i tot, una paret de totxanes. L'armament sempre era del millor que es fabricava, aquest armament en moltes ocasions era modificat, en aquesta tasca tenia l'ajuda d'un aliat anomenat Micro, per poder finançar les seves operacions solia quedar-se amb els diners dels delinqüents. Un vestit de Kevlar amb una calavera dibuixada al pit, és el seu "uniforme" i la seva manera que els seus enemics el reconeguin i el temin.
En la primera història de l'univers Marvel on surt Punisher, aquest és enganyat per un professor universitari, que es fa passar per El Chacal i li fa creure que Spiderman és un fora de la llei.

## Publicació
Als Estats Units d'Amèrica el guionista Steven Grant i el dibuixant Mike Zeck, proposaren a l'editorial Marvel Comics, de fer una mini sèrie amb el personatge que fins aquell moment només sortia com a personatge secundari en alguns dels Còmics books de l'editorial, aquesta no ho va veure gens clar. Però el Gener del 1986 es va publicar el primer número d'una minisèrie amb el títol The Punisher. L'èxit fou immediat i el còmic es va vendre en tres hores, això va fer que Marvel deixes de banda els dilemes morals i decidís publicar una sèrie regular.
L'any 1987 es va començar a publicar la sèrie regular amb el títol The Punisher, aquesta sèrie fou l'inici d'un seguit de publicacions amb Punisher com a protagonista, entre elles The Punisher War Journal, The Punisher War Zone, The Punisher Armory, The Punisher Magazine. L'èxit del personatge, va portar a la publicació de One-Shots, novel·les gràfiques o Anuals entre d'altres.
Als anys 1990, la sèrie de Punisher es va cancel·lar al número 104, però quasi immediatament es torna a publicar amb un creuament amb altres col·leccions.

## Televisió
Netflix va produir una sèrie protagonitzada per Jon Bernthal en 2017 que es va cancel·lar després de la seva segona temporada.

## Relació de Publicacions editades a Catalunya i Espanya
La primera aparició del personatge (The Amazing SpiderMan nº 129) s'ha editat diverses vegades a còmics publicats a Catalunya per a tot l'estat espanyol. La primera d'elles va ser per part d'Ediciones Vértice, el juliol de 1974 a Spiderman vol.1 nº58.
| Nom de Portada                  | Editorial               | Data Primer Numero | Números totals       |
| ------------------------------- | ----------------------- | ------------------ | -------------------- |
| El Castigador                   | Cómics Forum.           | Març 1988          | 46                   |
| The Punisher War Journal.       | Cómics Forum            | Gener 1992         | 19                   |
| Punisher 2099                   | Planeta DeAgostini,S.A  | 1994               | 12                   |
| Punisher.Rio de Sangre.         | Planeta DeAgostini,S.A  | 1995               | Unic                 |
| Punisher.                       | Planeta DeAgostini,S.A  | 2001               | 12                   |
| The Punisher.                   | Planeta DeAgostini,S.A. | 2004               | 32 (Col·leccionable) |
| The Punisher. Diario de Guerra. | Planeta DeAgostini,S.A. | 2009               | 24                   |